# سوفولو (قزاق)
سوفولو (به لاتین: Sofulu، به ارمنی: Սոֆուլու) یک منطقه مسکونی در جمهوری آذربایجان است که در شهرستان قزاق واقع شده است. این روستا یکی از برون‌بوم‌های جمهوری آذربایجان است که به‌طور کامل در تصرّف ارمنستان است.